# Hilberts sjuttonde problem
Hilberts sjuttonde problem är ett av Hilberts 23 problem. Det formulerades år 1900 och handlar om att uttrycka definita rationella funktioner som kvoter av summor av kvadrater.
Problemet är löst då en övre gräns för antalet nödvändiga kvadratiska termer har hittats.